# Vadim Steklov
Vadim Aleksandrovič Steklov (in russo Вадим Александрович Стеклов?; Mosca, 24 marzo 1985) è un ex calciatore russo, di ruolo centrocampista.

## Carriera

### Club
Ha giocato nella massima serie russa.